# 大格洛克纳山麓卡尔斯
大格洛克纳山麓卡尔斯，是奥地利蒂罗尔州利恩茨县的一个市镇，位于大格洛克纳山下。总面积180.54平方公里，总人口1231人，人口密度6.8人/平方公里（2012年1月1日）。当地经济以农业与旅游业为主。